# Drachme

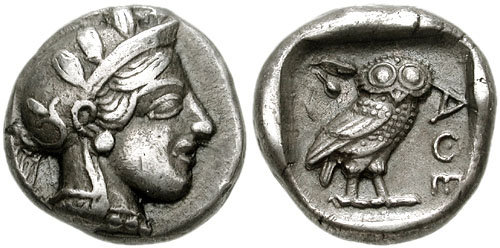
Zilveren Atheense drachme, 449-420 v.Chr. (diameter 13 mm, gewicht 4,17 gr.)

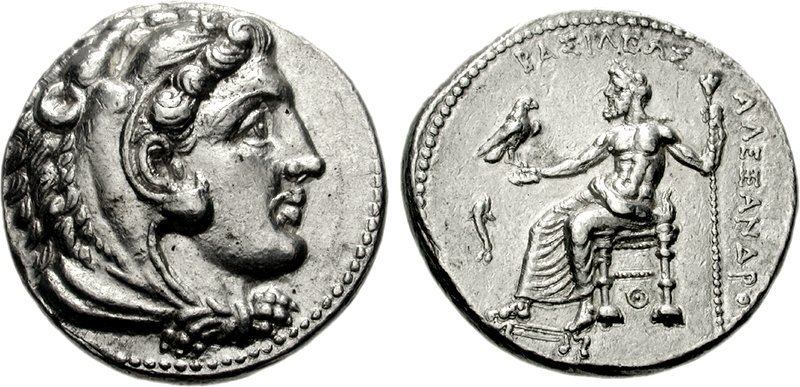
Zilveren tetradrachme, Alexander de Grote, 323 v.Chr., geslagen in Tarsus (17,16 gr.)

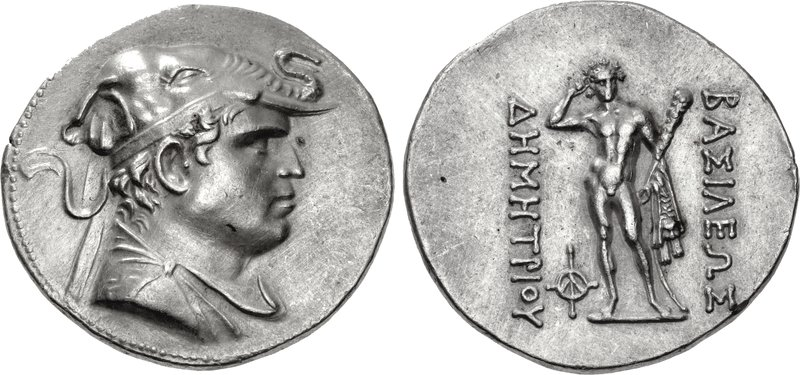
Bactrische zilveren tetradrachme, Demetrios I Aniketos, ca. 200-185 v.Chr. (33 mm, 17,00 gr.)

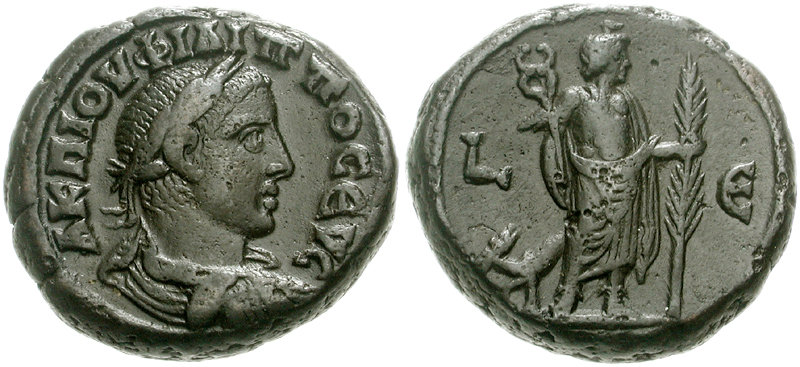
Romeinse biljoenen tetradrachme, keizer Philippus II, 247-248 n.Chr. (21 mm, 13,30 gr.)

De drachme is een munt die ontstaan is in het oude Griekenland (en tevens een oud medicinaal gewicht). Het woord drachme komt van het oud-Griekse δραχμη drachmè, dat een handvol betekent.

## Munt
In het oude Griekenland was een drachme een munt, bestaande uit vier gram zilver. Een drachme werd verdeeld in zes obolen. De naam drachme is afgeleid van het werkwoord δράσσομαι (drássomai, "(ik) grijp"). Aanvankelijk was een drachme een handvol (een 'greep') van zes oboloí of obeloí (metalen spiezen, letterlijk 'spitten'), oorspronkelijk gebruikt voor het roosteren van lamsvlees. 
Er zijn archeologische aanwijzingen dat deze oboloi vanaf rond 1100 v.Chr. als een vorm van vroege valuta werden gebruikt en een vorm van edelmetaal waren: bronzen, koperen of ijzeren voorwerpen als gewicht in een ontwikkeld ruilsysteem. In een graftombe in het antieke Argos werden zes ijzeren braadspitten gevonden, zo’n 150 cm lang, en het bleek onmogelijk er meer dan zes in een hand te vatten.
In de 6e eeuw v.Chr. raakte de drachme en zijn viervoud, de tetradrachme, in de Oud-Griekse wereld ingeburgerd als handelsmunt. De Atheense drachme met op de voorkant het portret van de godin Athene en op de achterzijde een uil verspreidde zich over de Griekse invloedssferen en werd nog eeuwenlang door anderen nagevolgd. 
Door de veroveringen van Philippus II van Macedonië en zijn zoon Alexander de Grote werden de door beide heersers gevoerde drachme en tetradrachme verspreid van Europa tot Midden-Azië. De voorstelling van deze munten zou richting geven aan de muntslag voor de volgende duizend jaar; zij drong door tot het verre noordwesten (Groot-Brittannië), werd gebruikt in het Romeinse rijk en hield in het oosten pas halt bij de westelijke grenzen van China met de Bactrische muntslag. Aan de voorzijde is een bebaarde kop afgebeeld, de god Zeus als symbool voor Philippus, of een jeugdige (Alexander, gesymboliseerd door de held Herakles). Op de keerzijde zien we een zittende Zeus of een ruiter te paard. Ofschoon dit muntbeeld zich ontwikkelde bleef de kop op de (meestal iets bollere) voorzijde zich handhaven. De opvolgers van Alexander vervingen de godenkop door een portret van zichzelf. De keerzijde kreeg veelal een religieuze of propagandistische voorstelling.
Als munten kwamen naast de drachme en de tetradrachme (vier drachmen) onder meer de didrachme (twee drachmen) en de dekadrachme (10 drachmen) voor. De drachme, en ook de tetradrachme, bereikte een immense populariteit als internationale handelsmunt. De munten werden dankzij de Griekse kolonisatie en handel eeuwenlang gebruikt door heel Europa en West-Azië. Van het woord drachme en de handzame gewichtseenheid van circa 4 gram is ook onder meer de Sassanidische drahm afgeleid en zijn met 3 gram wat lichtere opvolger, de Arabische dirham. Tijdens het Romeinse keizerrijk werd de Romeinse denarius, een eveneens iets lichtere verwant van de drachme, gemeengoed in het Middellandse-Zeegebied, maar de drachme wist zich in het oostelijke deel van het rijk te handhaven in de provinciale muntslag tot aan de munthervorming van keizer Diocletianus: pas in 295-296 n.Chr. werd in Romeins Alexandrië de laatste tetradrachme geslagen.
De dekadrachme is alleen bekend als presentatiemunt, geslagen in kleine oplagen en weinig in omloop vanwege het gewicht van 43 gram. Voor grote geldbedragen was in het oude Griekenland de mina de rekeneenheid, gelijk aan 100 drachmen, of het talent, gelijk aan 60 mina, dus 6000 drachmen.
Lange tijd is de drachme in onbruik geweest, maar zij werd opnieuw ingevoerd toen Griekenland in de 19e eeuw onafhankelijk werd. In 1829 werd een nieuwe munt geïntroduceerd, de phoenix, waarvan de koers gebaseerd was op de Ottomaanse kuruş, een zilveren munt: zes phoenixes in één kuruş. Na de kroning van de jeugdige Beierse prins Otto tot koning van Griekenland werd in 1832 de moderne drachme ingevoerd, met dezelfde koers als de phoenix. Deze munt was verdeeld in 100 lepta, van het Griekse leptón, dat 'klein' of 'dun' betekent. De hedendaagse Griekse vervanging van de drachme, de euro, is in theorie ook onderverdeeld in 100 delen, die de naam lepta dragen. Eén euro is 340,75 (nieuwe) drachme waard.

## Gewicht
De drachme is ook een oud medicinaal gewicht, één achtste van een medicinaal ons. Deze gewichten waren niet helemaal hetzelfde in verschillende landen, maar de medicinale drachme varieerde van ca. 3,7-3,9 gram. De drachme was zelf onderverdeeld in drie scrupels of 60 grein.

## Bron
- Gids voor gymnasiasten, H.J.M. Broos, 1968